# Hans-Peter Ferner
Hans-Peter Ferner (ur. 6 czerwca 1956 w Neuburg an der Donau) – niemiecki lekkoatleta specjalizujący się w biegach średniodystansowych, uczestnik letnich igrzysk olimpijskich (Los Angeles 1984), mistrz Europy w biegu na 800 metrów (Ateny 1982).

## Sukcesy sportowe
- trzykrotny mistrz (1979, 1981, 1984) oraz dwukrotny wicemistrz (1982, 1985) Niemiec w biegu na 800 m[1]
- sześciokrotny wicemistrz (1980, 1981, 1982, 1983, 1984, 1987) Niemiec w biegu na 800 m[2]

| Rok  | Miasto   | Zawody             | Konkurencja   | Wynik         |
| ---- | -------- | ------------------ | ------------- | ------------- |
| 1979 | Meksyk   | letnia uniwersjada | bieg na 800 m | brązowy medal |
| 1982 | Ateny    | mistrzostwa Europy | bieg na 800 m | złoty medal   |
| 1983 | Helsinki | mistrzostwa świata | bieg na 800 m | 7. miejsce    |

## Rekordy życiowe
- bieg na 800 m – 1:44,93 – Fürth 21/05/1983
- bieg na 800 m (hala) – 1:46,56 – Dortmund 16/02/1985
- bieg na 1000 m – 2:17,3 – Kopenhaga 06/08/1981